# Englerodendron
Genre
Englerodendron est un genre de plantes à fleurs dicotylédones de la famille des Fabaceae (légumineuses), sous-famille des Caesalpinioideae, originaire d'Afrique, qui comprend deux espèces acceptées.

## Étymologie
Le nom générique, « Englerodendron », est un hommage à Heinrich Gustav Adolf Engler (1844–1930), botaniste allemand, avec le suffixe grec δένδρον (dendron), « arbre ».

## Liste d'espèces
Selon The Plant List (17 décembre 2018) :
- Englerodendron gabunense (J. Léonard) Breteler
- Englerodendron usambarense Harms